# Raión de Bogodujiv
Raión de Bogodujiv (en ucraniano: Богодухівський район) es un raión o distrito de Ucrania en el óblast de Járkov. La capital es la ciudad de Bogodujiv.
Comprende una superficie de 4508,1 km².

## Demografía
Según estimación 2010 contaba con una población total de 40967 habitantes.

## Otros datos
El código KOATUU fue 6320800000. El código postal 62100 y el prefijo telefónico +380 5758.